# Värmlandsbro
Värmlandsbro est une localité de Suède dans la commune de Säffle située dans le comté de Värmland.
Sa population était de 281 habitants en 2019.